# Microgephyra stylata
Microgephyra stylata är en tvåvingeart som beskrevs av Lyneborg 1972. Microgephyra stylata ingår i släktet Microgephyra och familjen stilettflugor.
Artens utbredningsområde är Namibia. Inga underarter finns listade i Catalogue of Life.